# Raha Moharrak
Raha Moharrak (in arabo رها محرق‎?; Jeddah, 1983) è un'alpinista saudita.

## Biografia
È la più giovane araba e la prima donna saudita ad aver scalato il monte Everest nel 2013.
Raha Moharrak è diventata la prima donna saudita a scalare le Seven Summits - la vetta più alta in ogni continente - il Kilimanjaro (5895 m), in Africa; il Monte Elbrus (5642m), in Europa; il Vinson (4897m), in Antartide; l'Aconcagua (6962 m), in Sud America; il monte Kosciuszko (2228 m), in Australia; il Denali (6190m), in America del Nord; ed l'Everest (8.848 m), in Asia. Ha, anche, scalato il Kala Patthar in Nepal, il Pico de Orizaba e l'Iztaccíhuatl in Messico.